# استهلالات السور
فواتح السور من مباحث علوم القرآن، والتي اختصها علماء التفسير بالدراسة والمناقشة، حتى أفردها العلماء بالتأليف والتصنيف.
وقد تميزت فواتح السور بعدة خصائص؛ حيث قال أهل البلاغة: حسن الابتداء هو: أن يتأنق في أول الكلام؛ لأنه أول ما يقرع السمع، فإن كان محررًا أقبل السامع على الكلام ووعاه، وإلا أعرض عنه؛ فينبغي أن يؤتى فيه بأعذب اللفظ وأجزله وأرقه وأسْلَسه، وأحسنه نظمًا وسبكًا، وأصحه معنى وأوضحه.
وقد جاءت فواتح السور في القرآن على أنواع، منها: الثناء على الله تعالى، والدعاء، والنداء، والقَسَم، والأمر، والاستفهام، وغيرها.

## تمهيد عن فواتح السور
اهتم العلماء المتخصصون بعلوم القرآن والباحثون عن أوجه الإعجاز فيه بدراسة فواتح السور القرآنية، في إطار دراستهم لكل ما يتعلق بالقرآن، ومصطلح فواتح السور ذكره السيوطي في كتابه «الإتقان»، وعزاه إلى ابن أبي الأصبع الذي أفرده بالتأليف وألف فيه كتابًا سماه: «الخواطر السوانح في أسرار الفواتح».
والفواتح جمع فاتحة، وفاتحة الشيء: أوله. وفواتح السور وخواتمها أمر توقيفي لا يخضع للاجتهاد، وكذلك ترتيب الآيات في السورة، وترتيب السور في المصحف.

## خصائص فواتح السور في القرآن
قال أهل البيان من البلاغة: حسن الابتداء هو أن يتأنق في أول الكلام؛ لأنه أول ما يقرع السمع، فإن كان محررًا أقبل السامع على الكلام ووعاه، وإلا أعرض عنه، ولو كان الباقي في نهاية الحسن؛ فينبغي أن يؤتى فيه بأعذب اللفظ وأجزله وأرقه وأسْلَسه، وأحسنه نظمًا وسبكًا، وأصحه معنى وأوضحه، وأخلاه من التعقيد، والتقديم والتأخير المُلْبِس، أو الذي لا يناسب، وقد أتت جميع فواتح السور على أحسن الوجوه وأبلغها وأكملها، كالتحميدات، وحروف الهجاء، والنداء، وغير ذلك.
ومن الابتداء الحسن نوع أخص منه يسمى براعة الاستهلال، وهو أن يحتوي أول الكلام على ما يناسب الحال المتكلَّم فيه ويشير إلى ما سيق الكلام لأجله.

## أنواع الكلام في فواتح السور
افتتح الله تبارك وتعالى سور القرآن بعشرة أنواع من الكلام:
الأول: الثناء عليه تعالى، والثناء قسمان: قسم فيه إثبات لصفات المدح، وقسم آخر فيه نفي وتنزيه عن صفات النقص؛ فالأول التحميد في خمس سور، وتبارك في سورتين، والثاني التسبيح في سبع سور.
الثاني: حروف التهجي في تسع وعشرين سورة، مثل: الم، الر، حم عسق، ق.
الثالث: النداء في عشر سور: خمس بنداء الرسول صلى الله عليه وسلم: الأحزاب، والطلاق، والتحريم، والمزمل، والمدثر. وخمس بنداء الأمة: النساء، والمائدة، والحج، والحجرات، والممتحنة.
الرابع: الجمل الخبرية، نحو: «يسألونك عن الأنفال»، «براءة من الله»، «أتى أمر الله»، «اقترب للناس حسابهم»، «قد أفلح المؤمنون»، «سورة أنزلناها»، «تنزيل الكتاب»، «الذين كفروا»، «إنا فتحنا»، «اقتربت الساعة»، «الرحمن علم»، «قد سمع الله»، «الحاقة»، «سأل سائل»، «إنا أرسلنا نوحًا»، «لا أقسم»، في موضعين، «عبس»، «إنا أنزلناه»، «لم يكن»، «القارعة»، «ألهاكم»، «إنا أعطيناك». فتلك ثلاث وعشرون سورة.
الخامس: القَسَم في خمس عشرة سورة، سورة أقسم فيها بالملائكة، وهي: والصافات، وسورتان بالأفلاك: البروج، والطارق، وست سور بلوازمها، فالنجم؛ قسم بالثريا، والفجر؛ بمبدأ النهار، والشمس؛ بآية النهار، والليل؛ بشطر الزمان، والضحى؛ بشطر النهار، والعصر؛ بالشطر الآخر، أو بجملة الزمان، وسورتان بالهواء، الذي هو أحد العناصر: والذاريات، والمرسلات، وسورة بالتربة، التي هي منها أيضًا، وهي: الطور، وسورة بالنبات، وهي: والتين، وسورة بالحيوان الناطق، وهي: والنازعات، وسورة بالبهيم، وهي: والعاديات.
السادس: الشرط في سبع سور: الواقعة، والمنافقون، والتكوير، والانفطار، والانشقاق، والزلزلة، والنصر.
السابع: الأمر في ست سور: «قل أوحي»، «اقرأ»، «قل يا أيها الكافرون»، «قل هو الله أحد»، «قل أعوذ» المعوذتين.
الثامن: الاستفهام في ست سور: «عم يتساءلون»، «هل أتاك»، «ألم نشرح»، «ألم تر»، «أرأيت».
التاسع: الدعاء في ثلاث: «ويل للمطففين»، «ويل لكل همزة»، «تبت».
العاشر: التعليل في سورة: «لإيلاف قريش».

## خصائص فواتح السور من حروف الهجاء
تعدُّ فواتح السور من حروف الهجاء من أسرار القرآن التي لا يعلمها إلا الله تعالى، وإن لكل كتاب سرًّا، وإن سر هذا القرآن فواتح السور.
ومن هذه الأسرار: أنك إذا تأملت الحروف التي افتتح الله بها السور وجدتها نصف حروف المعجم؛ حيث جاءت أربعة عشر حرفًا، هذه الأحرف مشتملة على أصناف أجناس الحروف من الهمس والجهر والشدة والإطباق والاستعلاء والانخفاض والقلقة، ثم إذا استقرأت الكلام تجد أن هذه الحروف هي أكثر الحروف دورانًا على الألسنة من غيرها، ودليل ذلك أن الألف واللام لما كانت أكثر تداولًا واستعمالًا جاءت في معظم الفواتح.
وتأمَّل السور التي بدأت بالحروف المفردة كيف تجد السورة مبنية على كلمة ذلك الحرف، فمن ذلك: «ق والقرآن المجيد»، فإن السورة مبنية على الكلمات القافية؛ من ذكر القرآن والخلق وتكرار القول، ومراجعته مرارًا، والقرب من ابن آدم، وتلقي الملكين، والرقيب والقرين والقلب، وغير ذلك من الكلمات التي اشتملت على حرف القاف، وهى كثيرة في هذه السورة
وهناك سر آخر؛ وهو أن كل معاني السورة جاءت مناسبة لما في حرف القاف؛ من الشدة، والجهر، والقلقلة، والانفتاح.

## فواتح السور من حروف الهجاء ومتشابه القرآن
اختلف علماء التفسير في الحروف المقطعة أوائل السور على قولين:
الأول: أن هذا علم مستور، وسرٌّ محجوب استأثر الله به، وقال عامر الشعبي: إنها من المتشابه، نؤمن بظاهرها، ونكل العلم فيها إلى الله عز وجلّ. وقال الرازي: واعلم أن المتكلمين أنكروا هذا القول وقالوا: لا يجوز أن يرِدَ في كتاب الله تعالى ما لا يكون مفهومًا للخلق.
الثاني: أن المراد منها معلوم، وذكروا فيه ما يزيد على عشرين وجهًا. ولما كانت هذه الحروف ضرورية في النطق، واجبة في الهجاء، لازمة التقدم في الخط والنطق؛ إذ المفرد مقدم على المركب؛ فقدمت هذه المفردات على مركَّباتها في القرآن.

## أهمية المقال
يعتبر هذا الموضوع من المباحث المهمة في علوم القرآن، إذ أول ما يقرع السامع من القرآن فواتحه، وقد اختصها علماء التفسير بالدراسة والمناقشة، حتى أفردها العلماء بالتأليف والتصنيف.